# Jayne Gackenbach
Jayne Gackenbach (* 24. Mai 1946) ist eine US-amerikanisch-kanadische Schriftstellerin, Forscherin und eine Pionierin auf dem Gebiet der Klarträume.

## Leben
1978 legte sie ihren Ph. D. in experimenteller Psychologie ab. Thema der Dissertation war A Personality and Cognitive Style Analysis of Lucid Dreaming. Bevor sie in den 1990er Jahren nach Kanada auswanderte, verfolgte sie elf Jahre lang eine akademische Laufbahn, vor allem an der University of Northern Iowa.
Jayne Gackenbach war 1988 und 1989 Präsidentin der Association for the Study of Dreams, von 1981 bis 1993 Geschäftsführerin der Lucidity Association, und Herausgeberin (senior editor) des Lucidity Letters von 1981 bis 1990. Sie hat in dieser Zeit eine große Zahl an Publikationen, überwiegend zum Thema Träume und höhere Ebenen des Bewusstseins, geschrieben und veröffentlicht.
Nach langjähriger Forschung auf dem Gebiet des Klartraums hat sie sich vor wenigen Jahren auf das Gebiet der netzbasierten Kommunikation verlegt.
Momentan ist sie Mitglied an der Fakultät für Kunst und Wissenschaft des Grant MacEwan College in Edmonton (Kanada) sowie Teilzeitlehrerin an der Athabasca University (Kanada) und der Saybrook Graduate School in San Francisco.

## Werke
- Jayne Gackenbach, Jane Bosveld: Herrscher im Reich der Träume: Kreative Problemlösungen durch luzides Träumen Aurum im Kamphausen Verlag, 1991, ISBN 3-591-08298-8
- Jayne Gackenbach (Hrsg.): Psychology and the Internet, Second Edition: Intrapersonal, Interpersonal, and Transpersonal Implications. Academic Press, London San Diego, 1998, ISBN 0-12-271950-6
- Jayne Gackenbach, Stephen LaBerge: Conscious Mind, Sleeping Brain. Springer, 1988, ISBN 0-306-42849-0
- Jayne Gackenbach: Sleep and Dreams: A Sourcebook (Garland Reference Library of the Humanities). Taylor & Francis, 1987, ISBN 0-8240-8764-X